# 平和民主同盟
平和民主同盟（Alliance for Peace and Democracy、略称:APD）は、リベリアの政党連合。2005年10月11日に行われた総選挙（Liberia elections, 2005）でリベリア人民党（LPP）、統一人民党（UPP）が結成した。
大統領選挙では、人民党党首のトバ＝ナー・ティポテ（Togba-Nah Tipoteh）が統一候補として立候補し2.3パーセントを得票した。上院（Senate）で5議席、下院（House of Representatives）で3議席を獲得した。